# Arapaima leptosoma
Arapaima leptosoma is een vissensoort uit de familie van de beentongvissen (Arapaimidae). De wetenschappelijke naam werd gepubliceerd in 2013 door Donald J. Steward. Hij komt voor in Brazilië in de buurt van de plaats waar de rivieren Purus en Solimões samenvloeien.
De soortaanduiding leptosoma betekent letterlijk vertaald 'slank lichaam' en is afgeleid van de Oudgriekse woorden leptos (λεπτός = slank) en sōma (σῶμα = lichaam).